# Darsalame
Darsalame, auch Darsalam, ist eine Ortschaft in Guinea-Bissau mit 713 Einwohnern (Stand 2009).

## Verwaltung
Darsalame gehört zum Verwaltungssektor von Empada in der Region Quinara.
Der Ort setzt sich aus drei Ortsteilen zusammen:
- Darsalame de Baixo (576 Einwohner)
- Darsalame de Cima (I., 117 Einwohner)
- Darsalame de Cima (II., 20 Einwohner)

## Söhne und Töchter des Ortes
- Malam Bacai Sanhá (1947–2012), Politiker, zweimaliger Staatspräsident Guinea-Bissaus